# Prerow
Prerow [ˈpreːroː] est une station balnéaire située sur la presqu'île de Darß qui fait partie de la presqu'île de Fischland-Darß-Zingst sur la Mer Baltique - entre les villes de Rostock et de Stralsund.
Prerow est entouré du Parc national du lagon de Poméranie occidentale. Située sur la partie Fischland de la presqu'île, Prerow est devenue l'une des principales stations balnéaires allemandes de la Baltique. Depuis une dizaine d'années maintenant les touristes affluent  dans ce que l'on pourrait appeler la « Côte d'Azur allemande ». Prerow est, de plus, située au bord du « Bodden » , un bras de mer à l'intérieur des terres.
Le Bodden abrite un immense parc naturel où l'on peut observer de nombreux animaux sauvages tels que des sangliers, des loutres... Prerow se situe entre Zingst (autre station balnéaire) et Wieck am Darß. une seule grande route fait le tour de la presqu'île : on a donc seulement deux possibilités de se rendre à Prerow : soit en passant par Ribnitz Damgarten en longeant la partie Fischland de la presqu'île et en traversant Wustrow, Ahrenshoop et Born, soit en passant par Barth puis en traversant l'unique pont qui relie le continent à la presqu'île. Par ce chemin là on traverse le village de Pruchten et de Bresewitz puis on atteint Prerow 10 km plus loin. Le seul problème de la ville : elle est excentrée des deux plus grandes villes Stralsund à l'est et Rostock à l'ouest même si ses infrastructures alimentent tous les besoins de la ville : présence de supermarchés, d'un cinéma et de plusieurs commerces à attraits touristique et gastronomique.

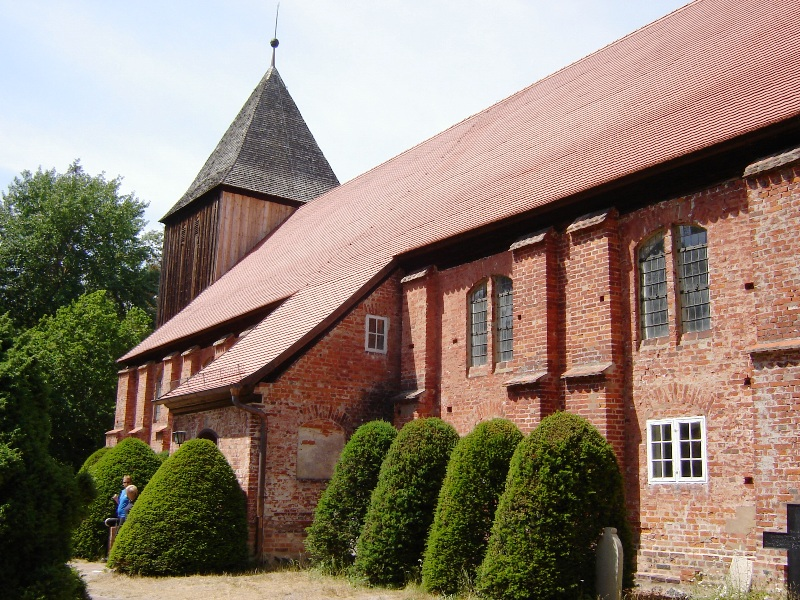
L'église de Prerow.
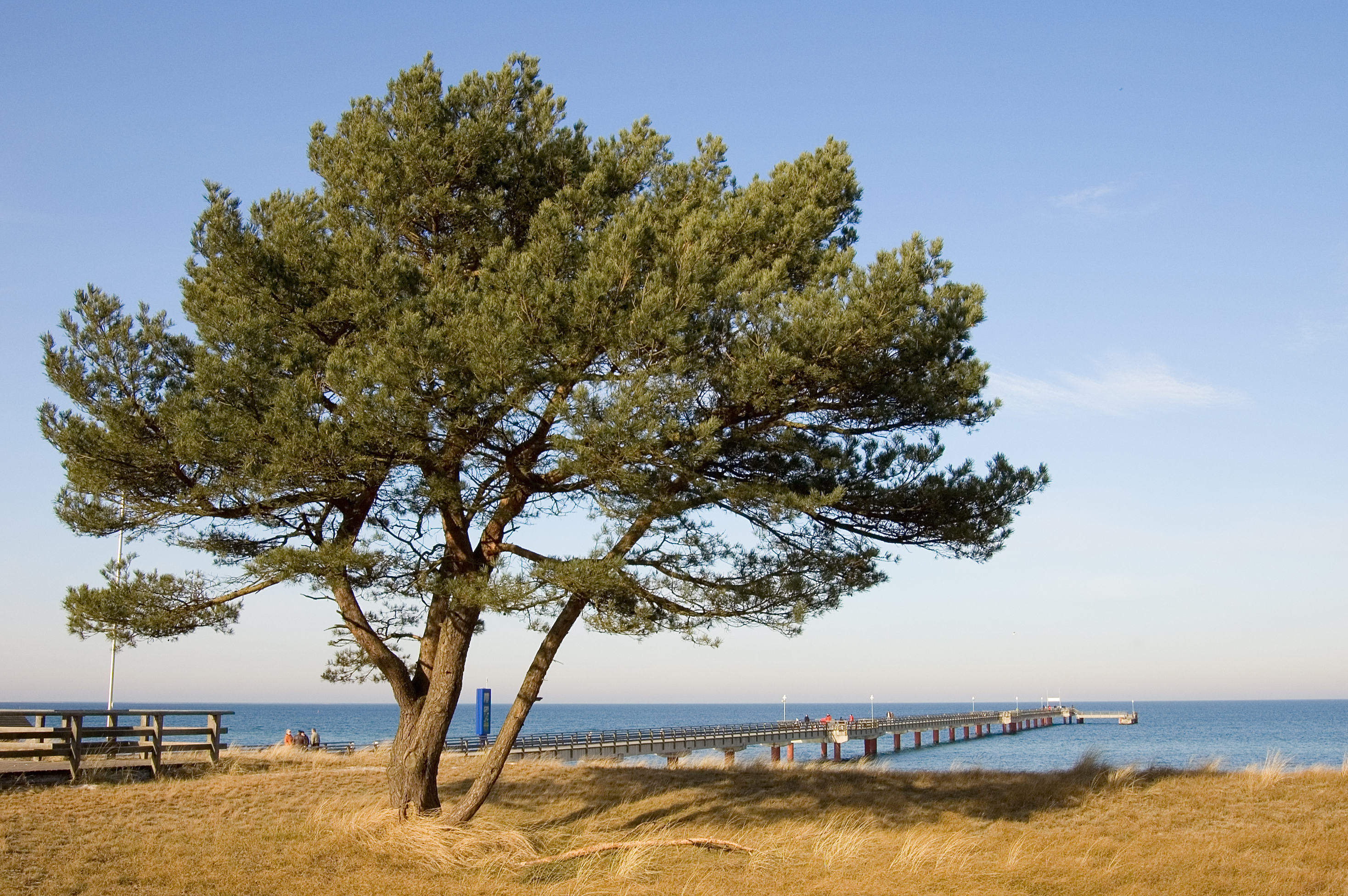
La jetée-promenade de la station balnéaire de Prerow.
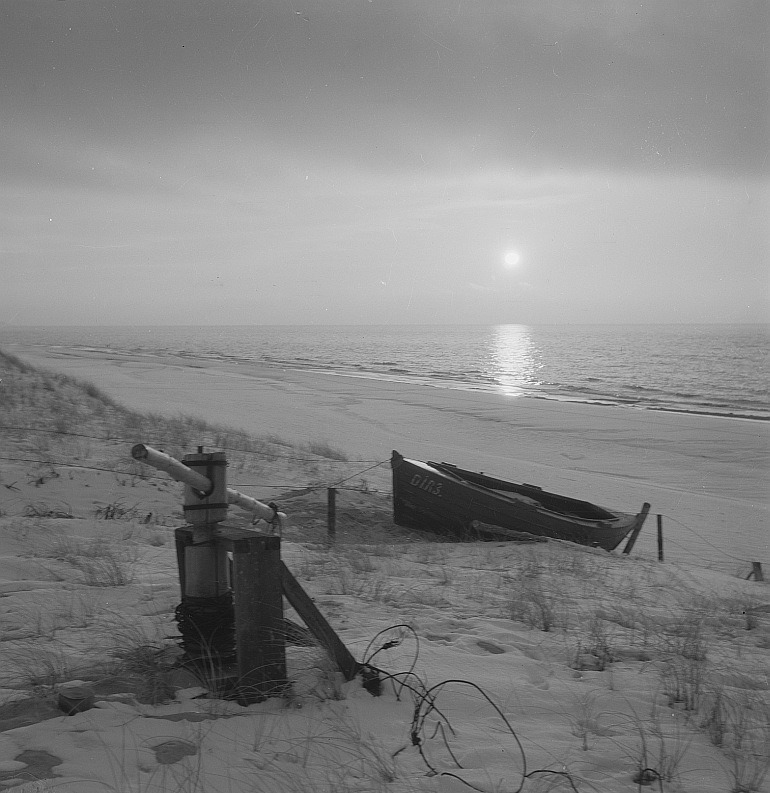
Les dunes de Prerow en 1963. Photo de Richard Peter.
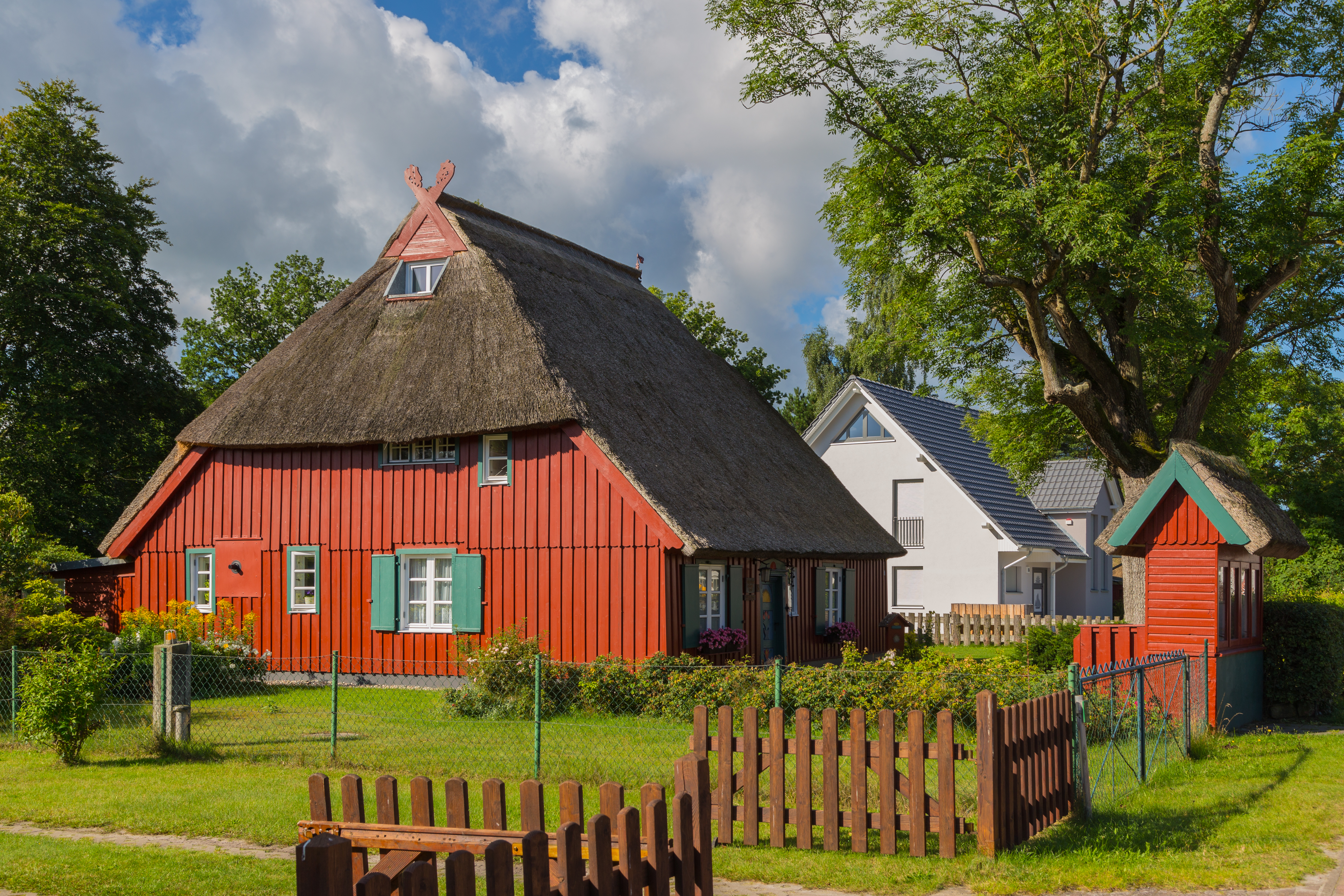
Maisons en frêne à Prerow ayant été la deumeure du peintre et photographe Theodor Schultze-Jasmer. Photo août 2017.